# Bozener Straße 2b (Mönchengladbach)

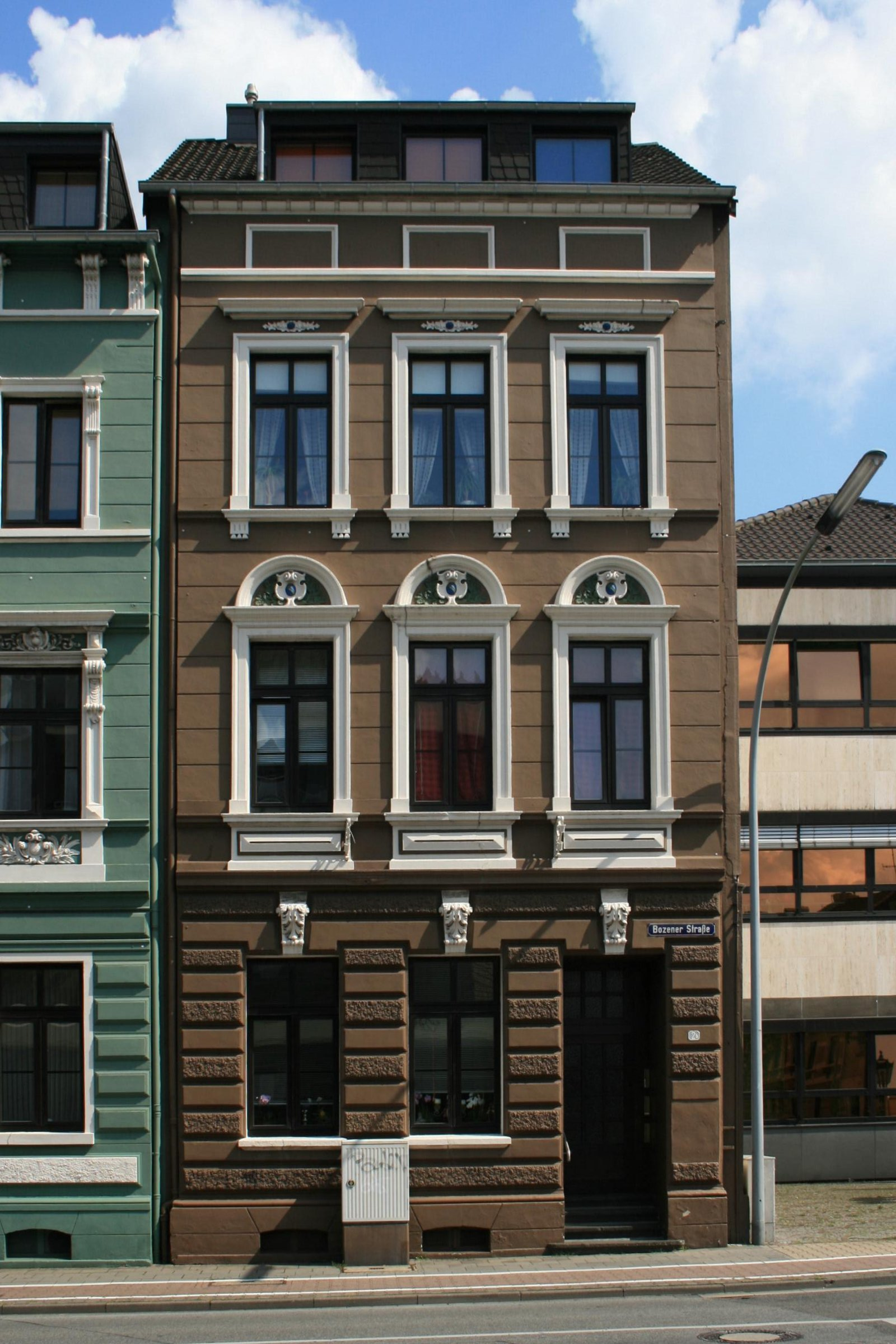
Wohnhaus (2010)

Das Wohnhaus Bozener Straße 2 b steht im Stadtteil Eicken in Mönchengladbach (Nordrhein-Westfalen).
Das Gebäude ist unter Nr. B 065 am 13. September 1988 in die Denkmalliste der Stadt Mönchengladbach eingetragen worden.

## Architektur
Die Bozener Straße liegt im Stadterweiterungsgebiet in Richtung Eicken. Sie ist in ihrem Bestand historischer Häuser durch Kriegszerstörung stark dezimiert.
Um die Jahrhundertwende entstandenes Dreifensterhaus von drei Geschossen mit ausgebautem Satteldach. Symmetrisch gegliederte Stuckfassade mit gleichförmig hochrechteckigen Fenstern. Das Erdgeschoss ist durch Putz- und Bossenquaderung kräftig in der Horizontalen gegliedert; die beiden Obergeschosse strukturieren waagerechte Putzfugen. Die Dachfläche durchbricht eine Gaube mit drei Fenstern.